# Karl Scheller
Karl Friedrich Arend Scheller (* 6. November 1773 in Hessen; † 1. August 1843 in Braunschweig) war ein deutscher Arzt, Übersetzer und niederdeutscher Sprachforscher. Er veröffentlichte einige seiner Werke auch unter den Pseudonymen Arend Wârmund und Karl Nothwehr.

## Leben und Werk
Scheller war das Kind eines Kotsassen und Schuhmachermeisters. Durch eine schwere Geburt, bei der seine Mutter starb, war Scheller selbst lebenslang gehbehindert (Hüftdysplasie).

### Arzt
Scheller studierte Medizin zunächst am Anatomisch-Chirurgischen Institut in Braunschweig, dann an der Universität Jena u. a. bei Christoph Wilhelm Hufeland. Nach seiner Promotion an der Universität Helmstedt arbeitete er von 1804 bis 1807 als Arzt in seinem Heimatort, siedelte dann nach Braunschweig über und arbeitete dort bis 1842. Seinem Lehrer Hufeland gehorchend, behandelte er die Armen stets kostenlos und mit großem sozialen Engagement; doch empfand er den Beruf des Arztes lebenslang als eine Bürde.

### Tätigkeit in der Bibliothek Wolfenbüttel und als Übersetzer
Schellers geringe Einnahmen als Arzt sowie seine Neigung zur Sprachwissenschaft führten schließlich dazu, dass er eine Stelle in der Herzog August Bibliothek im nahe gelegenen Wolfenbüttel annahm. Dort machte ihn Ernst Theodor Langer, Nachfolger Gotthold Ephraim Lessings im Amte des Wolfenbütteler Bibliothekars, auf die großen Bestände niederdeutscher Literatur aufmerksam, die Scheller über Jahre hinweg sichtete und auswertete. Daneben war er als Übersetzer medizinischer Literatur tätig.

### Erforscher der „sassischen“ Sprache
Schellers eigentliches Interesse galt der Erforschung des Niederdeutschen, der Sprache, die zu seiner Zeit noch die weitgehend dominierende Sprechsprache im Herzogtum Braunschweig und auch in großen Städten wie Braunschweig war. Sein Ziel war es, das Niederdeutsche gleichberechtigt neben dem Hochdeutschen als Sprache der Schönen Literatur wieder eingesetzt zu sehen.
Zu diesem Zweck entwickelte der Autodidakt eine eigenwillige, schon zu seinen Lebzeiten vielfach vehement als unwissenschaftlich kritisierte, neue Orthographie und Syntax in Anlehnung an die Arbeiten Christian Heinrich Wolkes. Seine Arbeiten fasste er in dem achtbändigen „Sassisch-Niederdeutschen Wörterbuch“ zusammen, das jedoch nie in Druck ging. 1826 veröffentlichte er seine „Bücherkunde der sassisch-niederdeutschen Sprache“, eine Bibliografie der in niederdeutscher Sprache vom Mittelalter bis zur Frühen Neuzeit erschienenen Drucke und Handschriften. Dieses Werk behielt bis weit in das 20. Jahrhundert hinein maßgebliche Bedeutung für die niederdeutsche Sprachwissenschaft.
Um Lesestoff für seine „sassische Sprache“ zu haben, veröffentlichte Scheller zwischen 1825 und 1829 mehrere bereits im (Spät)Mittelalter erschienene Werke neu, nachdem er diese „sassisch“ umgeschrieben hatte. Neben Reineke de Fos (1825), die Braunschweiger Reimchronik (1826) sowie 1829 das Schichtbuch des Braunschweiger Zollschreibers und Stadtchronisten Hermann Bote, das bei Scheller den Titel „Dat Shigt-Bôk der Stadt Brunswyk“ trug. 1825 publizierte er ein eigenes Werk, das „Laiendoctrinal“, 1828 unter seinem Pseudonym „Arend Wârmund“ gefolgt von „Dat Sassishe Döneken-Bôk. Sammed tor tydkortinge“. Zahlreiche weitere von ihm in niederdeutscher Sprache verfasste Manuskripte fanden jedoch nie einen Verleger.
Nach dem Zusammenbruch des französischen Königreichs Westphalen, zu dem auch Braunschweig als Hauptstadt des Departements der Oker gehörte, verfasste Scheller ein satirisches Versepos mit dem Titel „Die Jeromiade in sieben Gesängen und einer Apotheose“ als Schmähung auf Jérôme Bonaparte, den König dieses Königreiches und Bruder Napoleon Bonapartes.

#### Kritik
Bereits zu Schellers Lebenszeit galt dieser als eigensinnig und unbelehrbar. Namhafte Sprachforscher seiner Zeit, wie beispielsweise Jacob Grimm, kritisierten seine Arbeiten zur niederdeutschen Sprache scharf bis hin zum Spott in den Göttingischen Gelehrten Anzeigen und taten sie als unwissenschaftlich ab, wobei Grimm Scheller eine Vielzahl an Fehlern und Unzulänglichkeiten nachwies. Andere betrachteten die Werke als „durchweg misslungen“, was nicht zuletzt auch darauf zurückzuführen war, dass Scheller Wortschatz und Rechtschreibung seines als „Sassisch“ bezeichneten Dialekts „schrullenhaft“ selbst entwickelt hatte.
Nach Schröder soll Karl Scheller seinem, von zahlreichen persönlichen Schicksalsschlägen gezeichneten Leben durch Suizid ein Ende gemacht haben.